# 아프리카의 섬

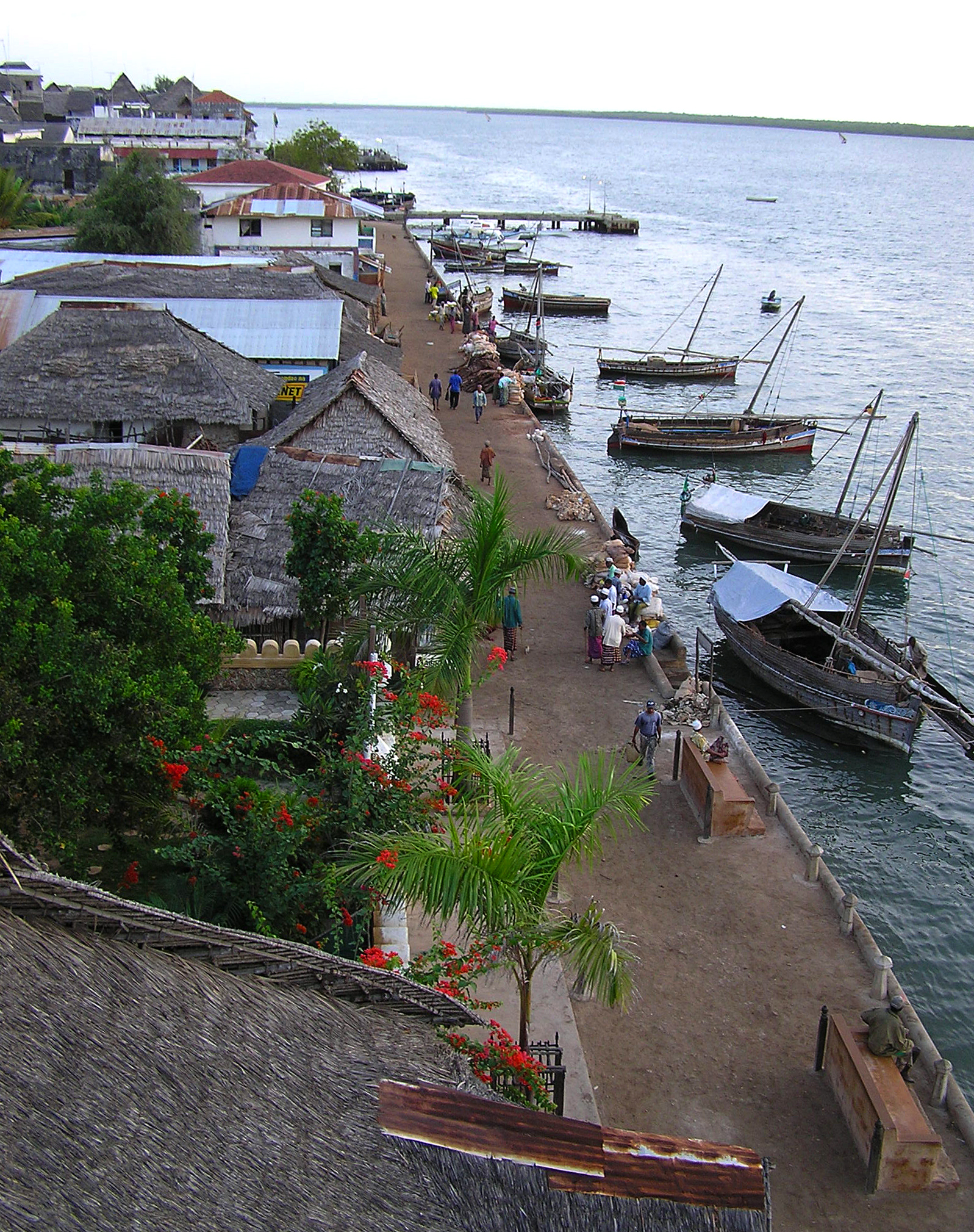
케냐의 라무

아프리카의 섬은 아프리카의 지리학적으로 주된 소구역이다.

## 섬 목록
아프리카의 섬에는 다음을 포함한다.
- 카보베르데
- 케이프 군도
- 포트사이드주
- 마다가스카르
- 코모로
- 마요트